# Михайлово (Владимирская область)
Михайлово — деревня в Муромском районе Владимирской области России, входит в состав Ковардицкого сельского поселения. 

## География
Деревня расположена на берегу речки Картынь в 11 км на юго-запад от центра поселения села Ковардицы и в 13 км на запад от Мурома.

## История
Деревня впервые упоминается в окладных книгах Рязанской епархии 1676 года в составе Васильевского прихода, в ней был двора монастырский, двор приказчиков, 20 дворов крестьянских и 1 бобыльский.
В конце XIX — начале XX века деревня входила в состав Папулинской волости Меленковского уезда, с 1926 года — в составе Муромского уезда. В 1859 году в деревне числилось 36 дворов, в 1905 году — 59 дворов, в 1926 году — 79 дворов.
С 1929 года деревня входила в состав Пестенькинского сельсовета Муромского района, с 2005 года — в составе Ковардицкого сельского поселения. 

## Население
| 1859 | 1905 | 1926 | 2002 | 2010 | 2012 | 2021 |
| ---- | ---- | ---- | ---- | ---- | ---- | ---- |
| 212  | ↗323 | ↗408 | ↘41  | ↘25  | ↗30  | ↗44  |